# Joaquim Fiuza Ramos
Joaquim Fiuza Ramos (Lages, 27 de julho de 1910 — Rio de Janeiro, 5 de fevereiro de 2001) foi um advogado e político brasileiro.

## Vida
Filho de Vidal José de Oliveira Ramos Júnior e Teresa Fiuza Ramos, irmão de Nereu Ramos e Mauro de Oliveira Ramos. Bacharelou-se em direito.

## Carreira
Foi deputado federal por Santa Catarina na 39ª legislatura (1951 — 1955), eleito pelo Partido Social Democrático (PSD), na 40ª legislatura (1955 — 1959), eleito pela Aliança Social Trabalhista, coligação do PSD com o Partido Trabalhista Brasileiro (PTB), na 41ª legislatura (1959 — 1963), na 42ª legislatura (1963 — 1967), eleito pelo PSD, e na 43ª legislatura (1967 — 1971), eleito pela Aliança Renovadora Nacional (ARENA).